# Anna Sergueevna Jukova
Anna Serguêevna Júkova, nascida Buturlína (? — 1799) foi uma escritora e poetisa do período de Catarina, a Grande, uma das primeiras mulheres literatas da russa, representante da literatura sentimental feminina do seu tempo. Esposa de Vassíli Mikhailovitch Jukov.
Seus poucos poemas originais ("Tchuvstva Materi", Sentimentos de uma mãe, "Suprugu moemu, s koim ia v razluke", Ao meu esposo, do qual estou separada, a ode espiritual "Tchuvstva o Tvortse", Sentimentos sobre o Criador, "Zimnie iavlenia", Fenômenos invernais) e uma obra em prosa ("Liubov", Amor) foram publicados na revista "Ipokrena" (1799).